# Het Apollohuis

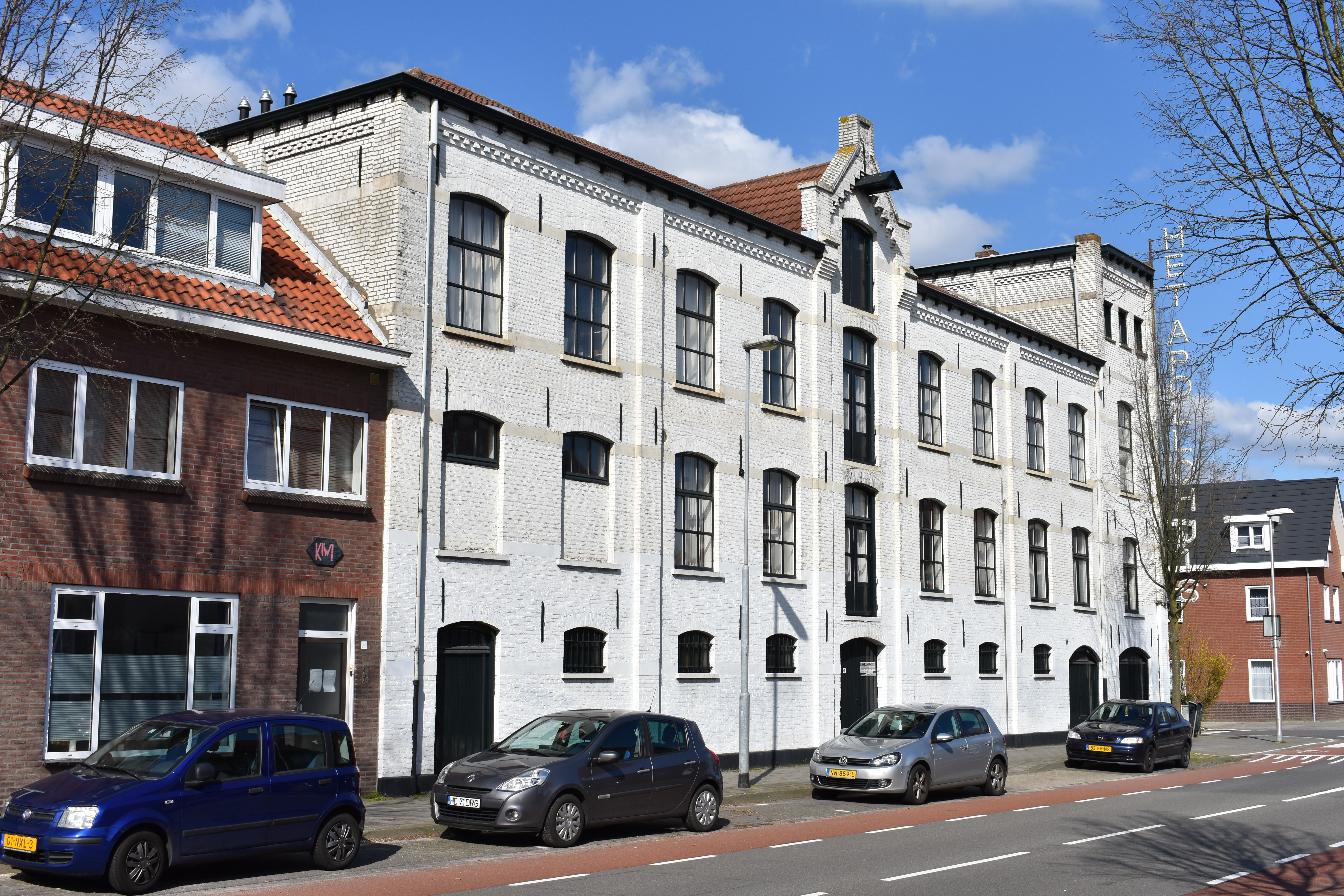
Tongelresestraat 81, Eindhoven

Het Apollohuis was een ruimte voor experimentele muziek en beeldende kunst en in hoofdzaak de combinatie van die twee kunstdisciplines in de vorm van sound art in Eindhoven opgericht door Remko Scha en Paul Panhuysen. Het Apollohuis was geopend van 1980 tot en met 2001, waarna het door het stopzetten van de subsidie werd gesloten.
De organisatie gaf een serie boeken uit en er verschenen publicaties over elk lustrum dat het gebouw open was.
Het Apollohuis had veel bekende exposanten, zo exposeerden onder andere René Daniëls, Marina Abramović, Herman de Vries, Kars Persoon en Pieter Baan Müller in de ruimte.
Een gedeelte van het archief is overgenomen door het Van Abbemuseum.